# Nadace Život umělce
La Nadace Život umělce est une Příspěvková organizace (fondation), fondée en 1992 au sein de la compagnie Intergram, basée à Prague.
Son objectif principal est d'apporter un soutien complet aux artistes du spectacle et d'accompagner des activités visant à assurer leur sécurité sociale, professionnelle et sociétale. La fondation exerce ses activités par le biais de contributions et de subventions visant à soutenir les activités des artistes du spectacle et leurs projets créatifs.

## Fondateurs
Les fondateurs sont six organisations professionnelles : l'Association des acteurs (Herecká asociace (cs)), l'Association des artistes et scientifiques musicaux, l'Association artistique Artes, l'UNIE (Syndicat des musiciens d'orchestre de République tchèque), l'Union des auteurs et interprètes, et l'UNIE (Syndicat des chanteurs professionnels de République tchèque) La fondation est gérée par un conseil d'administration.

## Prix
Depuis 1993, la fondation décerne le Senior Prix (cs) récompensant la vie artistique d'acteurs, de danseurs, de chanteurs d'opéra, de chanteurs populaires, ainsi qu'à d'artistes d'orchestre et solistes.
Environ 1 100 de ces prix ont été décernés entre 1993 et 2016.
La fondation organise régulièrement des réunions avant Noël des lauréats du Senior Prix depuis 1993.
Elle décerne aussi les prix suivants :
- Cena Jiřího Adamíry (cs) (Prix Jiří Adamíra) (pour les étudiants en théâtre de la DAMU) ;
- Cena Zuzany Navarové (cs) (Prix Zuzana Navarová) (pour les étudiants du Conservatoire de Prague).

## Lieu de culte
La fondation gère un lieu de culte au cimetière de Vyšehrad où sont inhumés, par exemple, Vlasta Fabianová, Ljuba Hermanová (cs), Zdeněk Dítět (cs), Karel Vlach (cs), Zita Kabátová (cs), Drahomíra Tikalova (cs) ou Zuzana Navarová. Elle s'occupe ou contribue à l'entretien des tombes d'autres artistes importants (par exemple les pierres tombales de Jiří Voskovec et de Jan Werich au cimetière d'Olšany ou les tombes de Lída Baarová et de Růžena Nasková).

## Publication
Entre 2008 et 2011, la fondation a publié le magazine mensuel Život Umělce – Nadační listy, qui fournissait des informations sur ses activités et se concentrait également sur des artistes individuels et des disciplines artistiques.